# Alta tecnología

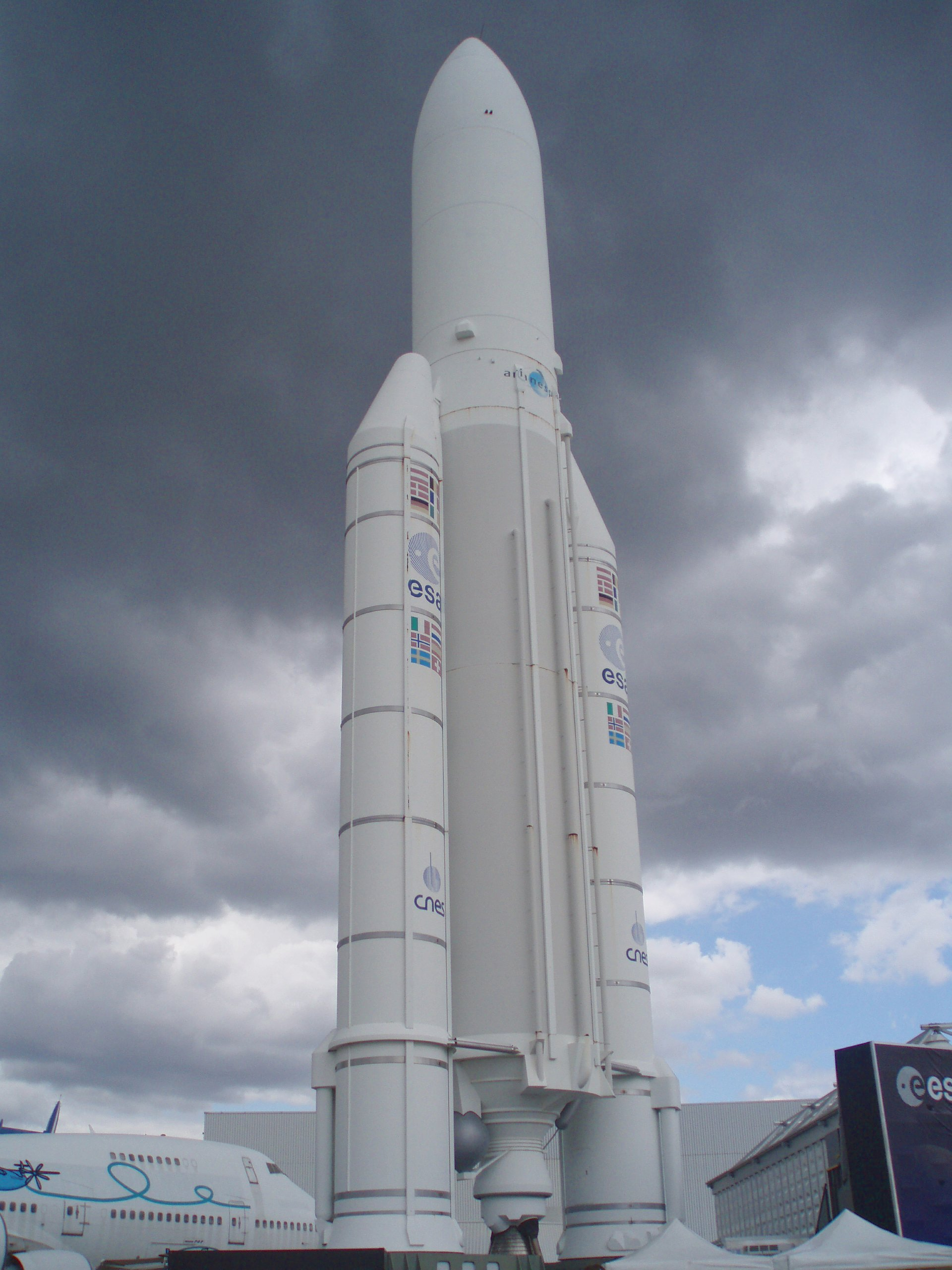
El Ariane 5 expuesto en Le Bourget. La industria aeroespacial suele ser demandante de alta tecnología, pese a que muchas veces utiliza equipos antiguos, pero certificados.

La tecnología punta también llamada última tecnología, tecnología punta, última generación o alta tecnología es aquella tecnología que se encuentra en el estado más avanzado de desarrollo o, sencillamente, la tecnología más compleja o avanzada disponible en el momento. Productos considerados de alta tecnología son a menudo los que incorporan la electrónica avanzada de informática, pero también están los de nuevos materiales. Lo contrario de alta tecnología es tecnología corriente, que hace referencia a la tecnología compleja a menudo tradicional o productiva por ejemplo, una regla de cálculo es un dispositivo de cálculo de baja tecnología. Cuando la alta tecnología envejece, se convierte en baja tecnología, por ejemplo la electrónica.
Las Startups que trabajan en altas tecnologías (o desarrollan nuevas altas tecnologías) a veces se denominan deep tech; el término también puede referirse a innovaciones disruptivas o a aquellas basadas en descubrimientos científicos. High-tech, en contraposición a high-touch, puede referirse a experiencias de autoservicio que no requieren interacción humana.
La tecnología más avanzada puede aportar muchas ventajas, pero también posee riesgos y desventajas considerables, razón por la cual muchas veces en campos como la exploración espacial o el militar se opta por tecnología certificada, más antigua pero también más fiable y en ocasiones mucho más asequible y barata de mantener.

## Denominación genérica
No existe una clase de técnica específica que se denomine Alta tecnología, debido a que el concepto cambia con el paso del tiempo, por lo que un producto publicitado como "Alta tecnología" en los años 60, hoy bien pudiera ser considerado como Baja Tecnología, es decir sería considerado algo primitivo. La poca claridad que se tiene sobre la definición ha llevado a los departamentos de marketing a describir a todos los productos nuevos y más recientes como Alta tecnología.
Lo contrario de la alta tecnología es baja tecnología, en referencia a la tecnología simple, a menudo tradicional o mecánica; por ejemplo, un ábaco es un dispositivo de cálculo de baja tecnología.

## Campos donde más se utiliza el término
En principio cualquier campo donde se utilicen tecnologías puede utilizar el término, pero suele ser más habitual en disciplinas como:
- Domótica: En arquitectura también existe un estilo arquitectónico conocido como High tech de donde proviene el nombre del avance tecnológico.
- Informática: tanto en la rama de programación, con nuevos algoritmos, como en equipos con la incorporación de nuevos componentes.
- Telemática: con el empleo de protocolos más eficientes o nuevos algoritmos de compresión.
- Robótica: con la inclusión de algoritmos de aprendizaje más avanzados entre otros.[10]
- Industria aeroespacial: pese a que muchas veces es más un tópico que una realidad por los problemas que pueden crear las nuevas innovaciones.[11]
- Biotecnología.
- Militar.

## Economía

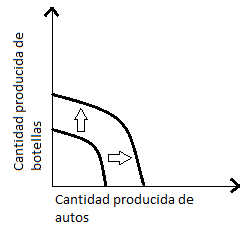
Aquí se muestra el cambio en la frontera de posibilidades de producción al haber un avance tecnológico importante. Esta se mueve a la derecha.

La alta tecnología tiene un papel fundamental en la economía ya que para los procesos productivos en algunas ocasiones se necesita contar con la última tecnología para que así la Frontera de posibilidades de producción siempre este a su máximo posible. Cabe destacar que dentro de la frontera son los puntos "posibles" de producción, justo en la frontera son los puntos "máximos" de producción y fuera de la frontera son puntos imposibles dados la tecnología actual. Aquí entra en un punto importante la tecnología, ya que depende de ella la cantidad que se puede producir. Por dar un ejemplo, año a año la producción de autos puede aumentar por el gran aumento de la tecnología, al igual que la producción de botellas. Un cambio en la tecnología lo que produce es un movimiento de la curva de producción, si es para la izquierda la producción disminuye y si es para la derecha la producción aumenta, por lo que al tener siempre la tecnología de vanguardia se optará por la producción máxima posible.
El sector de alta tecnología emplea las últimas tecnologías y se considera propicio para el crecimiento empresarial y el crecimiento económico. Su uso a veces puede dar lugar a inversiones muy elevadas, lo que, sin embargo, condujo a una sobrevaloración de las empresas tecnológicas individuales en los mercados financieros en la década de 1990 y más tarde a una crisis a raíz de la burbuja de las puntocom. Las empresas de nueva creación en el sector de alta tecnología a menudo requieren capital de alto riesgo, lo que puede generar grandes ganancias o pérdidas para los inversores, según el éxito del modelo de negocio y capitalización de mercado en las bolsas de valores. Los requerimientos de capital de la Nueva Economía dieron lugar al Neuer Markt en 1997, que se cerró como segmento bursátil en junio de 2003 tras numerosas insolvencias.
El desarrollo de innovaciones en el campo de la tecnología punta plantea nuevas exigencias a la gestión de la innovación. Las empresas jóvenes en esta rama normalmente solo tienen recursos escasos, típicamente en fondos líquidos, están bajo presión de tiempo y éxito y están equipados con conocimientos muy especializados. Por lo tanto, los enfoques de usuarios líderes y los métodos de innovación abierta , especialmente en esta área, son cada vez más importantes para garantizar el éxito de la innovación.
Los costos de investigación y desarrollo ascienden al menos al 8,5% de los ingresos por ventas para tecnologías de punta y del 3,5% al 8,5% para tecnologías de alta calidad. Debido a estos altos costos de desarrollo , la tarea principal es identificar tendencias prometedoras y llevar productos al mercado rápidamente. Cualquiera que utilice tecnología de punta comercialmente es un líder tecnológico.

## Problemas de la tecnología punta
Un problema de la tecnología punto es la poca experiencia que se tiene con ella. En muchas ocasiones utilizar esta opción puede acarrear problemas en la producción, retrasos en el desarrollo, incrementos en los costos, aparición de inconvenientes inesperados. Por esta razón, muchas empresas e instituciones prefieren estar en segunda línea tecnológica, pero contar con equipos que han demostrado su fiabilidad o su costo.

## Ejemplo de algunos campos actuales
A comienzos del siglo XXI La alta tecnología está transformando numerosos campos, impulsando la innovación y cambiando la forma en que el ser humano vive y trabaja. A continuación se presentan algunos ejemplos de sectores importantes que utilizan y desarrollan dispositivos y soluciones de alta tecnología, junto con las innovaciones clave que están persiguiendo hoy en día.
Estos cinco campos—salud, tecnologías de la información, automotriz, manufactura y agricultura—no solo están utilizando alta tecnología, sino que también están moldeando el futuro a través de una innovación continua. A medida que estos sectores evolucionan, seguirán mejorando la eficiencia, la calidad de vida y abordando algunos de los desafíos más apremiantes que enfrenta la sociedad hoy en día.

### Salud
El sector de la salud está a la vanguardia de la alta tecnología, especialmente con la integración de la inteligencia artificial (IA), la telemedicina y los dispositivos de salud portátiles. La IA se utiliza para analizar grandes volúmenes de datos médicos, ayudando en el diagnóstico y en planes de tratamiento personalizados. Innovaciones como los sistemas de monitoreo remoto de pacientes permiten a los proveedores de salud rastrear los signos vitales de los pacientes en tiempo real, mejorando la gestión de enfermedades crónicas. Además, el desarrollo de dispositivos portátiles, como relojes inteligentes y rastreadores de actividad, ha empoderado a las personas para que se hagan cargo de su salud al proporcionar información sobre sus niveles de actividad, ritmo cardíaco y patrones de sueño.

### Tecnologías de la Información
El sector de tecnologías de la información está en constante evolución, con avances en computación en la nube, ciberseguridad y computación cuántica ocupando un lugar central. La tecnología en la nube ha revolucionado el almacenamiento y acceso a datos, permitiendo a las empresas operar con mayor flexibilidad y eficiencia. Mientras tanto, la creciente prevalencia de amenazas cibernéticas ha impulsado un aumento en las innovaciones destinadas a mejorar las medidas de ciberseguridad. Las empresas están explorando el potencial de la computación cuántica para resolver problemas complejos mucho más rápido que lo que las computadoras tradicionales pueden. Este salto en la potencia de procesamiento podría revolucionar campos como la criptografía y el análisis de datos, llevando a descubrimientos que antes se consideraban imposibles.

### Industria Automotriz
La industria automotriz está experimentando una transformación significativa impulsada por innovaciones de alta tecnología como los vehículos eléctricos (VE), la tecnología de conducción autónoma y los sistemas de vehículos conectados. Los vehículos eléctricos están convirtiéndose en algo más común, con importantes fabricantes de automóviles invirtiendo fuertemente en tecnología de baterías e infraestructura para apoyar la adopción de VEs. Además, los avances en sistemas de conducción autónoma, impulsados por IA y aprendizaje automático, están allanando el camino para los automóviles autodirigidos. Estos vehículos prometen mejorar la seguridad y la eficiencia en las carreteras, al tiempo que reducen la congestión del tráfico. La tecnología de vehículos conectados también está mejorando la experiencia de conducción al integrar características como navegación en tiempo real, sistemas de infotainment y comunicación entre vehículos.

### Manufactura
La alta tecnología está revolucionando el sector de la manufactura a través de la adopción de la automatización, la robótica y el Internet de las Cosas (IoT). Las fábricas inteligentes están surgiendo como resultado de estos avances, utilizando dispositivos conectados para optimizar los procesos de producción y mejorar la eficiencia. Innovaciones como la impresión 3D están permitiendo la creación rápida de prototipos y la producción personalizada, reduciendo desperdicios y tiempos. Además, la implementación de mantenimiento predictivo, impulsado por sensores IoT, permite a los fabricantes anticipar fallos en los equipos antes de que ocurran, minimizando el tiempo de inactividad y los costos de mantenimiento.

### Agricultura
La agricultura está experimentando una transformación radical gracias a la integración de alta tecnología. Este sector, fundamental para la alimentación global, está adoptando diversas innovaciones que permiten optimizar la producción, reducir el desperdicio y mejorar la sostenibilidad. A continuación, se detallan algunas de las principales tecnologías y ejemplos concretos de su aplicación en la agricultura.
- La agricultura de precisión, se basa en el uso de datos y tecnología para maximizar los rendimientos de los cultivos mientras se minimizan los insumos. Esto implica la recolección de datos en tiempo real sobre el suelo, el clima y la salud de las plantas. Empresas como CropX[16] utilizan sensores de humedad del suelo que se instalan en los campos. Estos sensores recopilan datos sobre las condiciones del suelo y envían información a los agricultores a través de una aplicación. Con esta información, los agricultores pueden ajustar sus sistemas de riego de manera más eficiente, lo que no solo ahorra agua, sino que también optimiza el crecimiento de los cultivos.

- Drones y Teledetección, los drones son herramientas revolucionarias en la agricultura moderna. Equipados con cámaras multiespectrales, pueden realizar un monitoreo aéreo de los cultivos, detectando problemas que pueden no ser visibles a simple vista. Por ejemplo la empresa PrecisionHawk[17] ha desarrollado drones que permiten a los agricultores analizar la salud de los cultivos a través de imágenes infrarrojas. Al identificar áreas con estrés hídrico o plagas, los agricultores pueden dirigir sus esfuerzos de manera más efectiva, aplicando pesticidas o nutrientes solo donde son necesarios. Esto no solo reduce el uso de productos químicos, sino que también mejora la rentabilidad.

- La biotecnología está revolucionando la forma en que se cultivan los alimentos. La modificación genética y tecnologías como CRISPR permiten desarrollar cultivos que son más resistentes a enfermedades, plagas y condiciones climáticas adversas. Por ejemplo el desarrollo de variedades de arroz resistentes a sequías, como el aRice, permite a los agricultores en regiones propensas a la escasez de agua cultivar arroz con un menor consumo hídrico. Estas variedades no solo aumentan la seguridad alimentaria en zonas vulnerables, sino que también ayudan a los agricultores a adaptarse al cambio climático.[18]

- El Internet de las Cosas (IoT) en la agricultura conecta dispositivos y sensores que permiten un monitoreo constante y un control automatizado de diversos factores en el proceso de cultivo. Por ejemplo Smart Agriculture utiliza dispositivos IoT para monitorizar la temperatura, humedad y condiciones del suelo en tiempo real.[19] Estos dispositivos están conectados a una plataforma que analiza los datos y proporciona recomendaciones a los agricultores. Por ejemplo, si el sistema detecta que la humedad del suelo es baja, puede activar automáticamente un sistema de riego.[20]

- La inteligencia artificial (IA) y el Análisis de Datos están siendo utilizados para procesar y analizar grandes volúmenes de datos agrícolas, lo que permite a los agricultores tomar decisiones informadas basadas en patrones y tendencias.[21] Por ejemplo la empresa Agribotix ofrece un servicio que utiliza IA para analizar imágenes obtenidas por drones. Esta tecnología puede identificar áreas de crecimiento deficiente y predecir rendimientos, lo que permite a los agricultores planificar mejor la cosecha y las actividades de siembra.